# Zespół dworski w Jurczycach
Zespół dworski w Jurczycach – dwór znajdujący się w powiecie krakowskim, w gminie Skawina, w Jurczycach.
Obiekt wraz z parkiem, został wpisany do rejestru zabytków nieruchomych województwa małopolskiego.

## Historia
Drewniany dwór w Jurczycach pochodzi zapewne z XVII w. W następnych wiekach wielokrotnie rozbudowywany. Od 1867 obiekt należał do rodziny Hallerów. W Jurczycach urodził się gen. Józef Haller. Po II wojnie światowej obiekt przeszedł w posiadanie Uniwersytetu Jagiellońskiego. Nie remontowany ulegał zniszczeniu. W 1997 mocno dwór zdewastowany został zakupiony i wiernie odbudowany przez prywatnego właściciela Mariana Krawczyka.

## Architektura
Dwór murowano–drewniany, nakryty dachem dwuspadowym. Wejście poprzedzone drewnianym gankiem. W I poł. XX w. dobudowano nakryte dachem czterospadowym obszerne skrzydło z podcieniem od frontu, wspartym na pięciu drewnianych kolumnach.
Dwór otoczony jest zadbanym i rekonstruowanym przez obecnych właścicieli parkiem.